# Arbetarfolket
Arbetarfolket var en dagstidning anknuten till Sveriges Kommunistiska Parti som gavs ut åren 1935-1937 samt 1940-1957.
1935-1937 var tidningens titel Arbetarfolket / Tidning för  Västernorrlands småbönder och arbetare senare "småbrukare  och arbetare och slutligen "arbetare och småbrukare".  Under dessa år kom tidningen ut i Sundsvall  med Arvid Pettersson som redaktör. Tidningen var veckotidning och innehöll 4-8 sidor, och trycktes på Nordiska centraltryckeriet i Sundsvall. under tre år 1937-1940 kom tidningen inte ut.

## Tidningens centralredaktion i Stockholm
Tidningen hade Arbetarfolket som titel hela utgivningstiden men undertiteln var senare: Tidning för Västernorrlands (senare med tillägget: och Jämtlands) arbetare och småbönder. Tidningen kom ut i två editioner, en Norrlandsupplaga och en Riksupplaga som båda kom ut 1 gång i veckan. Från oktober 1953 gavs riksupplagan ut 6 dagar i veckan till den 30 november 1956 då  6-dagars tidningen lades ner. Men tidningen kom fortsatt ut i en veckoupplaga till nedläggningen 1957. 6 dagars tidningen var daglig 1950-1956-11-30  och sista halvåret kom tidningen bara en gång i veckan till 1957-05-01.
Tidningen trycktes i svart till 1951 då den kunde ha 2 färger. Numren från 3 januari 1957 till 1 maj 1957 finns inte på KB trots att de en gång skrivits in som mottagna. Priset för tidningen var 3 kr första året, steg till 10-14 kr 1949. Då tidningen blev daglig kostade den 27 kr och sista året som sexdagars 47 kr medan veckoupplagan kostade 12.50 kr. Redaktionsort var Stockholm, med lokalredaktioner. Sidantalet var 6 till 20 sidor (1949). Tidningen trycktes på Tryckeriaktiebolaget Västermalm i Stockholm. Upplagesiffror: 1950 2800 ex, 1951 2300 ex, 1952 1800 ex, 1953 1600 ex.
| Period                 | Ansvarig utgivare                 | Period                                                                 | Redaktör            |                                                  |
|                        |                                   | Tidningen hade en centralredaktion i Stockholm, men ingen chefredaktör |                     |                                                  |
| 1935-09-12--1940-06-02 | Pettersson, Per Alfred redaktör   | 1940-04-05--1940-06-27                                                 | Pettersson, Alfred  | Avled 1940-07-01 (02?). Se Tidningen 1940-07-04. |
| 1940-06-03--1957-05-01 | Svensson, Tore Verner droskförare | 1941-01-03--1953-04-17 Möjligen från tidigare                          | Olsson, Edvard      | Kramfors.                                        |
|                        |                                   | 1941-01-03--1948-12-23 Möjligen från tidigare                          | Berglöv, Leonard    | Sundsvall.                                       |
|                        |                                   | 1943-12-10--1944-12-22                                                 | Nordström, Axel     | Örnsköldsvik                                     |
|                        |                                   | 1945-01-05--1946-01-04                                                 | Fagerberg, D.U.     | Örnsköldsvik                                     |
|                        |                                   | 1946-01-11--1946-12-27                                                 | Vestling, Helge     | Örnsköldsvik                                     |
|                        |                                   | 1947-01-03--1949-12-22                                                 | Sjöström, Sven      | Örnsköldsvik                                     |
|                        |                                   | 1950-01-02--1950-12-31                                                 | Hjalmarsson, Gunnar | Stockholm                                        |
|                        |                                   | 1951-01-03--1951-12-02                                                 | Staf, Karl E.       | Stockholm                                        |
|                        |                                   | 1951-03-20--1951-12-02                                                 | Orrell, Åke         | Stockholm                                        |
|                        |                                   | 1951-12-04 --?                                                         | Orrell,Åke          | Örnsköldsvik                                     |
|                        |                                   | 1951-12-04--1956-12-20                                                 | Liljesson, Folke    | Sundsvall                                        |
|                        |                                   | 1953-03-15--1956-12-20                                                 | Francke, Per        | Stockholm                                        |
|                        |                                   | 1953-04-18--1956-12-20                                                 | Nordström, Axel     | Kramfors                                         |